# Холкомб, Род
Род Холкомб (англ. Rod Holcomb) — американский режиссёр и продюсер телевидения. Он является режиссёром эпизодов таких сериалов как «Скорая помощь», «Остров фантазий», «Команда „А“», «Остаться в живых», «Нашествие», «Лунный свет», «Акула», «Чайна-Бич», «Умник», «Великий уравнитель», «Блюз Хилл-стрит», «Западное крыло» и «4исла».
В 1986 году, он снял телефильм «Слепое правосудие» с Тимом Мэтисоном в главной роли.
В 2009 году, Холкомб получил премию «Эмми» за лучшую режиссуру драматического сериала за финал сериала «Скорая помощь», «And in the End…».
В 2010 году, Холкомб снял эпизоды «Conjugal» и «Bang» для первого сезона юридической драмы CBS «Хорошая жена». В этом же году, он снял телевизионную адаптацию «Девятнадцатой жены», основанной на одноимённом романе.

## Избранная фильмография

### Режиссёр
- Человек на шесть миллионов долларов / The Six Million Dollar Man (1977—1978)
- Американские девушки / The American Girls (1978)
- Капитан Америка / Captain America (1979)
- Звёздный крейсер «Галактика» / Battlestar Galactica (1978—1979)
- Би Джи и медведь / B. J. and the Bear (1979)
- Большой Шамус, Маленький Шамус / Big Shamus, Little Shamus (1979)
- Медэксперт Куинси / Quincy, M.E. (1979—1980)
- Остров фантазий / Fantasy Island (1980)
- За пределами Дикого Запада / Beyond Westworld (1980)
- Стоун / Stone (1980)
- Тэнспид и Браун Шу / Tenspeed and Brown Shoe (1980)
- Полуночные подношения / Midnight Offerings (1981)
- Блюз Хилл-стрит / Hill Street Blues (1981)
- Брет Маверик / Bret Maverick (1981)
- Величайший американский герой / The Greatest American Hero (1981—1982)
- Чикагская история / Chicago Story (1982)
- Связь с Девлином / The Devlin Connection (1982)
- The Quest / The Quest (1982)
- Команда «А» / The A-Team (1983)
- Жало красных фонарей / The Red-Light Sting (1984)
- Земля без мужчин / No Man’s Land (1984)
- Пугало и миссис Кинг / Scarecrow and Mrs. King (1983—1984)
- Дело Картье / The Cartier Affair (1984)
- Отеческое правосудие / Two Fathers' Justice (1985)
- Stitches / Stitches (1985)
- Уравнитель / The Equalizer (1985)
- Слепое правосудие / Blind Justice (1986)
- Шпионы / Spies (1987)
- Умник / Wiseguy (1987)
- Долгая дорога домой / The Long Journey Home (1987)
- Чайна-Бич / China Beach (1988)
- Вулф / Wolf (1989)
- Золотая цепь / Chains of Gold (1990)
- Эйнджел-стрит / Angel Street (1992)
- Под угрозой смерти / Donato and Daughter (1993)
- Секретный агент Ройс / Royce (1994)
- Спасибо от благодарной нации / Thanks of a Grateful Nation (1998)
- Троица / Trinity (1998)
- Песни в обычное время / Songs in Ordinary Time (2000)
- Восточный парк / The District (2001)
- Воспитание Макса Бикфорда / The Education of Max Bickford (2001—2002)
- Секреты Пентагона / The Pentagon Papers (2003)
- Западное крыло / The West Wing (2005)
- Нашествие / Invasion (2005)
- Нарушители кодекса / Code Breakers (2005)
- Охотники за головами / Bounty Hunters (2005)
- Акула / Shark (2006—2007)
- Лунный свет / Moonlight (2007)
- Остаться в живых / Lost (2005—2009)
- Скорая помощь / ER (1994—2009)
- 4исла / Numbers (2006—2009)
- Морская полиция: Лос-Анджелес / NCIS: Los Angeles (2009)
- Правосудие / Justified (2010)
- Хорошая жена / The Good Wife (2009—2010)
- Девятнадцатая жена / The 19th Wife (2010)
- Фишки. Деньги. Адвокаты / The Defenders (2010)
- C.S.I.: Место преступления Майами / CSI: Miami (2010)
- Закон и порядок: Лос-Анджелес / Law & Order: LA (2011)
- Риццоли и Айлс / Rizzoli & Isles (2011)
- Элементарно / Elementary (2012)
- Айронсайд / Ironside (2013)
- Пожарные Чикаго / Chicago Fire (2014)
- Менталист / The Mentalist (2015)
- Кровь и нефть / Blood & Oil (2015)
- Агент Икс / Agent X (2015)
- Лёд / Ice (2017)
- Мыслить как преступник: За границей / Criminal Minds: Beyond Borders (2016—2017)

### Продюсер
- Гарри О. / Harry O (1976)
- Чyдо-женщина / Wonder Woman (1976)
- Человек на шесть миллионов долларов / The Six Million Dollar Man (1976—1978)
- Земля без мужчин / No Man’s Land (1984)
- Умник / Wiseguy (1987)
- Чайна-Бич / China Beach (1988)
- Воспитание Макса Бикфорда / The Education of Max Bickford (2002)
- Секреты Пентагона / The Pentagon Papers (2003)
- Охотники за головами / Bounty Hunters (2005)
- Акула / Shark (2006—2007)
- Лунный свет / Moonlight (2007—2008)

### Сценарист
- Жало красных фонарей / The Red-Light Sting (1984)
- Вулф / Wolf (1989—1990)